# FK Sever Murmansk
Futbolnyj klub Sever Murmansk (rusky: Футбольный клуб «Север» Мурманск) byl ruský fotbalový klub sídlící ve městě Murmansk. Klub byl založen v roce 1961 jako Tralflotovec Murmansk, zanikl v roce 2014 díky finančním problémům.

## Historické názvy
- 1961 – Tralflotovec Murmansk
- 1965 – Sever Murmansk

## Umístění v jednotlivých sezonách
| Sezóny  | Liga                        | Úroveň | Z  | V  | R | P  | VG | OG | +/- | B  | Pozice |
| ------- | --------------------------- | ------ | -- | -- | - | -- | -- | -- | --- | -- | ------ |
| 2009    | Vtoroj divizion – sk. Zapad | 3      | 36 | 16 | 8 | 12 | 57 | 56 | +1  | 56 | 6.     |
| 2010    | Vtoroj divizion – sk. Zapad | 3      | 32 | 13 | 8 | 11 | 40 | 34 | +6  | 47 | 6.     |
| 2011/12 | PFL – sk. Zapad             | 3      | 45 | 15 | 7 | 23 | 62 | 77 | -15 | 52 | 11.    |
| 2012/13 | PFL – sk. Zapad             | 3      | 26 | 10 | 7 | 9  | 34 | 31 | +3  | 37 | 9.     |
| 2013/14 | PFL – sk. Zapad             | 3      | 32 | 13 | 9 | 10 | 39 | 34 | +5  | 48 | 7.     |